# Puerto de Cantón
El puerto de Cantón o puerto de Guangzhou es el principal puerto marítimo de la ciudad de Cantón o Guangzhou, provincia de Cantón, China. El puerto es gestionado por Guangzhou Port Group Co. Ltd, que es una empresa estatal. Esta empresa fue creada el 26 de febrero de 2004 por la antigua Oficina del puerto de Cantón, lo que fue aprobado por el Gobierno Municipal de Cantón. Actualmente es el mayor puerto del sur de China. Su comercio marítimo internacional alcanza más de trescientos puertos en más de ochenta países de todo el mundo. El puerto también incorpora el antiguo puerto de Huangpu.
Sirve como un importante centro económico y de transporte de la región del Delta del río Perla y la provincia de Cantón. Es también un nudo de transportes de vital importancia para industrias situadas en provincias vecinas, como Guangxi, Yunnan, Guizhou, Sichuan, Hunan, Hubei y Jiangxi.

## Historia
Cantón era un puerto importante en la antigüedad, desde la Dinastía Qin. Funcionó como un puerto comercial, como la "Ruta de la Seda en el mar".
Fue uno de los puertos con más tráfico de China durante las dinastías Ming y Qing.

## Geografía
El puerto de Cantón se sitúa en la intersección de los tres afluentes más importantes del río Perla, el Río Dong, el Río Xi y el Río Bei, en el sur de China. Las vías fluviales, el ferrocarril, la autopista y las líneas aéreas confluyen aquí, formando un nudo de transportes de gran importancia. Es el puerto más importante de la región del Delta del río Perla.
La zona portuaria se extiende por la costa del río Perla y las zonas acuáticas de las ciudades de Cantón, Dongguan, Zhongshan, Shenzhen y Zhuhai. El puerto está situado más allá de la entrada al río Perla, y sirve como puerta de navegación para otras zonas portuarias como las de Nansha, Xinsha, Huangpu y la zona interior del puerto.

## Infraestructura
El puerto de Cantón tiene 4600 amarres, 133 boyas y 2359 fondeaderos, cada uno de ellos de clase 1000 toneladas. El amarre de mayor capacidad es de 3000 toneladas. El gobierno aprobó el dragado del puerto para permitir que entren a Nansha buques de 100 000 toneladas con la marea alta. Este dragado se completó en abril de 2009. Actualmente se está dragando el puerto para permitir que entren a Nansha buques de 100 000 toneladas con marea baja.

## Actividades
El puerto de Cantón desempeña un papel económico muy importante. Realiza una amplia gama de actividades como carga y descarga, almacenamiento, depósitos aduaneros y servicios de contenedores. Muchos productos agrícolas, industriales y manufacturados se transportan por el puerto, incluidos petróleo, carbón, grano, fertilizantes químicos, acero, minerales y automóviles.
El puerto también proporciona servicios de pasajeros y servicios logísticos.

## Estadísticas
Como el mayor puerto del sur de China, el puerto de Cantón está experimentando un gran aumento en el volumen de carga y buques que entran en él. Esto se debe a la boyante actividad económica de Cantón y sus alrededores.
En 1999, el volumen de carga anual del puerto de Cantón superó los 100 millones de toneladas. Es el segundo puerto de China continental que superó esta cifra. El volumen de carga anual continúa creciendo. En 2006 superó los 300 millones de toneladas (clasificándose como el tercer mayor puerto de China y el quinto del mundo) y los 6,5 millones de TEUs.